# (2861) Lambrecht
(2861) Lambrecht est un astéroïde de la ceinture principale.

## Description
(2861) Lambrecht est un astéroïde de la ceinture principale. Il fut découvert le 3 novembre 1981 à Tautenburg par Freimut Börngen et Karsten Kirsch. Il présente une orbite caractérisée par un demi-grand axe de 2,47 UA, une excentricité de 0,07 et une inclinaison de 4,0° par rapport à l'écliptique.

## Compléments